# Coenonympha rhodopensis
Coenonympha rhodopensis là một loài bướm thuộc họ Nymphalidae. It is
có ở Ý, România, Bulgaria, Albania, miền bắc Hy Lạp và Yugoslavia.